# Гаштольды
Гашто́льды или Го́штовты (также Гоштауты, Гаштовты; пол. Gasztold) — один из наиболее знатных и состоятельных родов Великого княжества Литовского, герба Габданк. Их главной резиденцией был Геранёнский замок. Хроника Быховца приписывает Гаштольдам одно происхождение с их главными соперниками — Радзивиллами.
Семейство было наречено по имени своего родоначальника, воеводы Гедимина Гаштольда, который был убит на войне с крестоносцами в 1364 году. Его сын Андрей числился в 1387 году старостой виленским, внук Ян в 1436 году был наместником в Смоленске, а с 1443 года — виленским воеводой.
У Яна были дочь Мария, замужем за киевским князем Семёном Олельковичем, и сын Мартин (1428—1483), воевода киевский и трокский, от брака с двумя княжнами Гольшанскими имевший двух детей: от первого — сына Альбрехта, от второго — дочь Елизавету, выданную в 1492 году замуж за Яна Николая Радзивилла — родоначальника старшей ветви Радзивиллов.
7 июля 1468 года Ян Гаштольд, сын Петра Гаштольда, вместе с женой Екатериной Петковой и детьми пожаловали грамоту виленским францисканцам у Девы Марии на Песках. В грамоте было записано 10 бочек со двора Ольшево, 5 жита и 5 овощей, по одной бочке пшеницы и гороха, одного поросенка ежегодно с обязательством совершения двух еженедельных служб - одну за живых, вторую за мёртвых, неделю молитв при поминках после их смерти.
Альбрехт (ум. 1539) был виленским воеводой и канцлером Великого княжества Литовского. Он получил от короля Сигизмунда дозволение использовать в печатях красный воск вместо зелёного, что разрешалось только лицам правящего дома, и женился на Софии, дочери бежавшего в Литву князя Василия Верейского. Её матерью была гречанка Мария — племянница Софии Палеолог.
Их сын Станислав (ок. 1507—1542) не имел детей от брака с Барбарой Радзивилл. Последняя после его смерти вышла за короля Сигизмунда Августа, принеся этим браком в казну выморочные владения Гаштольдов.

## Генеалогия
|                                  |                                  |                                  |                                  |                                  |                                  |  |  | Гаштольд                          |                                   |                                   |                                   |                                   |                                   |  |  |                                |                                |                                |                                |                                |                                |  |  |  |  |  |  |  |  |  |  |  |  |  |  |
|                                  |                                  |                                  |                                  |                                  |                                  |  |  |                                   |                                   |                                   |                                   |                                   |                                   |  |  |                                |                                |                                |                                |                                |                                |  |  |  |  |  |  |  |  |  |  |  |  |  |  |
|                                  |                                  |                                  |                                  |                                  |                                  |  |  | Андрей Гаштольд (1350? — 1410?)   |                                   |                                   |                                   |                                   |                                   |  |  |                                |                                |                                |                                |                                |                                |  |  |  |  |  |  |  |  |  |  |  |  |  |  |
|                                  |                                  |                                  |                                  |                                  |                                  |  |  |                                   |                                   |                                   |                                   |                                   |                                   |  |  |                                |                                |                                |                                |                                |                                |  |  |  |  |  |  |  |  |  |  |  |  |  |  |
|                                  |                                  |                                  |                                  |                                  |                                  |  |  |                                   |                                   |                                   |                                   |                                   |                                   |  |  |                                |                                |                                |                                |                                |                                |  |  |  |  |  |  |  |  |  |  |  |  |  |  |
| Таливуш (1380? — п.1407)         | Таливуш (1380? — п.1407)         | Таливуш (1380? — п.1407)         | Таливуш (1380? — п.1407)         | Таливуш (1380? — п.1407)         | Таливуш (1380? — п.1407)         |  |  | Ян (Иван) Гаштольд (1385? — 1458) | Ян (Иван) Гаштольд (1385? — 1458) | Ян (Иван) Гаштольд (1385? — 1458) | Ян (Иван) Гаштольд (1385? — 1458) | Ян (Иван) Гаштольд (1385? — 1458) | Ян (Иван) Гаштольд (1385? — 1458) |  |  | Пётр (1390? — 1431)            | Пётр (1390? — 1431)            | Пётр (1390? — 1431)            | Пётр (1390? — 1431)            | Пётр (1390? — 1431)            | Пётр (1390? — 1431)            |  |  |  |  |  |  |  |  |  |  |  |  |  |  |
| Таливуш (1380? — п.1407)         | Таливуш (1380? — п.1407)         | Таливуш (1380? — п.1407)         | Таливуш (1380? — п.1407)         | Таливуш (1380? — п.1407)         | Таливуш (1380? — п.1407)         |  |  | Ян (Иван) Гаштольд (1385? — 1458) | Ян (Иван) Гаштольд (1385? — 1458) | Ян (Иван) Гаштольд (1385? — 1458) | Ян (Иван) Гаштольд (1385? — 1458) | Ян (Иван) Гаштольд (1385? — 1458) | Ян (Иван) Гаштольд (1385? — 1458) |  |  | Пётр (1390? — 1431)            | Пётр (1390? — 1431)            | Пётр (1390? — 1431)            | Пётр (1390? — 1431)            | Пётр (1390? — 1431)            | Пётр (1390? — 1431)            |  |  |  |  |  |  |  |  |  |  |  |  |  |  |
|                                  |                                  |                                  |                                  |                                  |                                  |  |  |                                   |                                   |                                   |                                   |                                   |                                   |  |  |                                |                                |                                |                                |                                |                                |  |  |  |  |  |  |  |  |  |  |  |  |  |  |
| Альбрехт Гаштольд (1450? — 1447) | Альбрехт Гаштольд (1450? — 1447) | Альбрехт Гаштольд (1450? — 1447) | Альбрехт Гаштольд (1450? — 1447) | Альбрехт Гаштольд (1450? — 1447) | Альбрехт Гаштольд (1450? — 1447) |  |  | Мартин Гаштольд (1430? — 1483)    | Мартин Гаштольд (1430? — 1483)    | Мартин Гаштольд (1430? — 1483)    | Мартин Гаштольд (1430? — 1483)    | Мартин Гаштольд (1430? — 1483)    | Мартин Гаштольд (1430? — 1483)    |  |  | Юрий Гаштольд (1435? — п.1447) | Юрий Гаштольд (1435? — п.1447) | Юрий Гаштольд (1435? — п.1447) | Юрий Гаштольд (1435? — п.1447) | Юрий Гаштольд (1435? — п.1447) | Юрий Гаштольд (1435? — п.1447) |  |  |  |  |  |  |  |  |  |  |  |  |  |  |
| Альбрехт Гаштольд (1450? — 1447) | Альбрехт Гаштольд (1450? — 1447) | Альбрехт Гаштольд (1450? — 1447) | Альбрехт Гаштольд (1450? — 1447) | Альбрехт Гаштольд (1450? — 1447) | Альбрехт Гаштольд (1450? — 1447) |  |  | Мартин Гаштольд (1430? — 1483)    | Мартин Гаштольд (1430? — 1483)    | Мартин Гаштольд (1430? — 1483)    | Мартин Гаштольд (1430? — 1483)    | Мартин Гаштольд (1430? — 1483)    | Мартин Гаштольд (1430? — 1483)    |  |  | Юрий Гаштольд (1435? — п.1447) | Юрий Гаштольд (1435? — п.1447) | Юрий Гаштольд (1435? — п.1447) | Юрий Гаштольд (1435? — п.1447) | Юрий Гаштольд (1435? — п.1447) | Юрий Гаштольд (1435? — п.1447) |  |  |  |  |  |  |  |  |  |  |  |  |  |  |
|                                  |                                  |                                  |                                  |                                  |                                  |  |  | Альбрехт (1465? — 1539)           |                                   |                                   |                                   |                                   |                                   |  |  |                                |                                |                                |                                |                                |                                |  |  |  |  |  |  |  |  |  |  |  |  |  |  |
|                                  |                                  |                                  |                                  |                                  |                                  |  |  |                                   |                                   |                                   |                                   |                                   |                                   |  |  |                                |                                |                                |                                |                                |                                |  |  |  |  |  |  |  |  |  |  |  |  |  |  |
|                                  |                                  |                                  |                                  |                                  |                                  |  |  | Станислав (1507? — 1542)          |                                   |                                   |                                   |                                   |                                   |  |  |                                |                                |                                |                                |                                |                                |  |  |  |  |  |  |  |  |  |  |  |  |  |  |